# Jean-Philippe Rohr
Pour les articles homonymes, voir Rohr.
Jean-Philippe Rohr, né le 23 décembre 1961 à Metz, est un footballeur international français évoluant au poste de milieu de terrain de la fin des années 1970 au début des années 1990.

## Biographie

### Football
Milieu de terrain relayeur, Jean-Philippe Rohr évolue d’abord dans le petit club de l'ASPTT Metz. Il joue ensuite en D1 de 1978 à 1985 avec le FC Metz, club avec lequel il remporte la Coupe de France en 1984. Dans la foulée de ce succès, il est médaillé d'or aux Jeux olympiques de Los Angeles avec l'équipe de France en 1984. 
Il quitte Metz en 1985 pour rejoindre l'OGC Nice. En 1986 il signe à l'AS Monaco où il joue deux saisons avant de revenir à l'OGC Nice puis de quitter le monde du football de haut niveau. 
Il obtient son unique sélection en équipe de France le 9 septembre 1987 face à l'Union soviétique (1-1), en remplaçant José Touré à un quart d'heure de la fin.

### Backgammon
Après sa carrière de footballeur de haut niveau, il devient joueur de backgammon, obtenant à deux reprises le titre de champion de France (1999, 2005), et celui de champion d'Europe en double avec François Tardieu (2006).

### Poker
En septembre 2008, il parvient en table finale du 8,5k€ Grand Final du Partouche Poker Tour à Cannes. Il remporte 123 000 € et devient dès lors un habitué du circuit du poker. En 2010, il  intègre l'équipe de Poker du PMU, et ce jusqu'en 2013 
Ses gains cumulés en tournoi s'élèvent à 836 717 $. Il a atteint 5 fois les places payées sur le circuit WPT, et 5 fois sur le circuit EPT.

## Palmarès

### En club
- Champion de France en 1988 avec l'AS Monaco
- Vainqueur de la Coupe de France en 1984 avec le FC Metz

### En équipe de France
- Une sélection en 1987
- Cinq sélections en 1984 avec les Olympiques
- Champion Olympique en 1984 avec les Olympiques

### Distinction individuelle
- Lauréat du "Trèfle d'Or" du Républicain Lorrain (trophée décerné aux meilleurs sportifs lorrains de l'année) en 1984

### Distinctions collectives
- Trophées UNFP 2024 : trophée d'honneur pour l'ensemble du groupe, à l'occasion du 40e anniversaire de la victoire de l'équipe de France olympique aux Jeux olympiques d'été de 1984[7],[8].